# Marlen
Marlen (v katalogu VIVC je odrůda zapsána pod šlechtitelským označením Mi 5-26) je středně pozdní až pozdní, interspecifická moštová odrůda révy (též hybridní odrůda, mezidruhové křížení, PiWi odrůda), určená k výrobě červených vín. Odrůda byla vyšlechtěna v České republice kolektivem šlechtitelů Vědeckovýrobního sdružení Resistant ve Velkých Bílovicích (později Vinselekt Perná), křížením odrůd Merlan (Merlot x Seibel 13666) a Fratava (Frankovka x Svatovavřinecké).
Merlan je interspecifická moštová odrůda, vyšlechtěná v Moldavsku, ve výzkumném ústavu Vierul v Kišiněvě. Šlechtitelský materiál byl získán přímo od pracovníků výzkumného ústavu a využit kolektivem šlechtitelů Resistant například při šlechtění sesterských odrůd Laurot, Kofranka a Cerason (pocházejí ze stejného křížení), odrůdy Nativa, která pochází ze stejných rodičů, ale v tomto případě je Merlan otcovskou odrůdou, ale i odrůd Malverina, Erilon, Savilon a Vesna.
Fratava je úspěšný kříženec Lubomíra Glose z Moravské Nové Vsi, který byl kolektivem šlechtitelů Resistant využit též při šlechtění sesterských odrůd Cerason, Kofranka a Laurot a odrůdy Nativa, která pochází ze stejných rodičů v opačném pořadí.

## Popis
Réva odrůdy Marlen je jednodomá dřevitá pnoucí liána, dorůstající v kultuře až několika metrů. Kmen tloušťky až několik centimetrů je pokryt světlou borkou, která se loupe v pruzích. Úponky révy umožňují této rostlině pnout se po pevných předmětech. Růst je bujný až středně bujný, réví je středně silné, jednoleté réví je rýhované, žlutavě hnědé.
List je středně velký až velký, okrouhlý, nečleněný až řílaločnatý s mělkými výkroji, slabě puchýřnatý, zvlněný, na rubu jemně plstnatý. Řapíkový výkroj je otevřený, lancetovitý až lyrovitý s ostrým dnem, řapík je zelený až narůžovělý.
Oboupohlavní pětičetné květy v hroznovitých květenstvích jsou žlutozelené, samosprašné. Hrozen je středně velký až velký, křídlatý, cylindrický, bobule středně velká až velká, kulatá, ojíněná, tmavomodrá, dužina je slabě zabarvená antokyaniny.

## Původ a rozšíření
Marlen je interspecifická moštová odrůda, která byla vyšlechtěna ještě v bývalém Československu, v dnešní České republice, kolektivem šlechtitelů Vědeckovýrobního sdružení Resistant Velké Bílovice (později Vinselekt Perná). Šlechtiteli byli Doc. Ing. Miloš Michlovský, CSc., Ing. František Mádl, Prof. Ing. Vilém Kraus, CSc., Lubomír Glos a Vlastimil Peřina. Vlastní křížení bylo provedeno roku 1985, selekce postupně proběhla v Lednici na Moravě, v Břeclavi a v Perné. Odrůda vznikla křížením odrůd Merlan (Merlot x Seibel 13666) x Fratava (Frankovka x Svatovavřinecké).
Odrůda není zapsána do Státní odrůdové knihy České republiky, registrační řízení probíhá, mělo by být ukončeno v roce 2012. V katalogu VIVC je zapsána pod šlechtitelským označením Mi 5-26. Odrůda není uvedena ani mezi odrůdami, ze kterých je dovoleno vyrábět zemská vína. Zatím se pěstuje pouze na Moravě, v pokusných výsadbách a mezi malopěstiteli.

## Název
Název odrůdy je přesmyčkou jedné z rodičovských odrůd, konkrétně odrůdy Merlan. Zároveň je i ženským jménem, německou obdobou francouzského jména Marlène. Obě jména jsou jednou z mnoha verzí biblického jména Marie, které vychází z hebrejského Miriam. Šlechtitelské označení odrůdy je Mi 5-26.

## Pěstování
Réví vyzrává dobře. Zaměkání bobulí nastává ve druhé polovině až koncem srpna, zrání je středně pozdní až pozdní. Odolnost vůči chorobám je dobrá až zvýšená, plodnost je střední až vysoká, pro zvýšení kvality moštu je třeba redukce výnosů. Odrůda není příliš náročná na půdy, na polohu je průměrně náročná.

## Víno
Vína bývají kvalitní, plná, harmonická, jemně aromatická, temně červená, ovocité vůně a ovocité a jemně kořenité chuti, někdy mohou připomínat vína odrůdy André.

### Multimédia
- Martin Šimek : Encyklopédie všemožnejch odrůd révy vinné z celýho světa s přihlédnutím k těm, co již ouplně vymizely, 2008-2012